# Muriel George
Muriel George, nasceu Muriel Winifred George (29 de agosto de 1883 – 22 de outubro de 1965 (82 anos)) foi uma cantora e atriz de cinema britânica. Natural de Londres, Inglaterra, ela atuou em 55 filmes mudos entre 1932 e 1955. Foi esposa do ator Ernest Butcher, divorciando-se posteriormente.
Ela faleceu em Brighton, Sussex, Inglaterra.

## Filmografia selecionada
- His Lordship (1932)
- Yes, Mr Brown (1933)
- Something Always Happens (1934)
- Whom the Gods Love (1936)
- Busman's Holiday (1936)
- Not So Dusty (1936)
- Limelight (1936)
- Doctor Syn (1937)
- The Song of the Road (1937)
- Crackerjack (1938)
- Mr. Proudfoot Shows a Light (1941)
- Cottage to Let (1941)
- Rush Hour (1941)
- They Flew Alone (1942)
- Went the Day Well? (1942)
- The Bells Go Down (1943)
- Dear Octopus (1943)
- I'll Be Your Sweetheart (1945)
- Kiss the Bride Goodbye (1945)
- For You Alone (1945)
- A Place of One's Own (1945)
- Last Holiday (1950)